# Bienal de Gwangju
La Bienal de Gwangju (en hangul:광주비엔날레, en inglés: Gwangju Biennale) es una exposición internacional de arte moderno creada en 1995 y celebrada cada dos años en el distrito de arte en esa ciudad surcoreana. En ese distrito se encuentran el museo municipal del arte, el museo folclórico municipal y la galería de la bienal. El gobierno municipal está construyendo el nuevo museo para la bienal que tiene previsto terminar en 2028. Está considerada la quinta bienal de arte más importante junto a las de Venecia, São Paulo, Whitney, Documenta y además es la más antigua e influyente de Asia.

## Historia

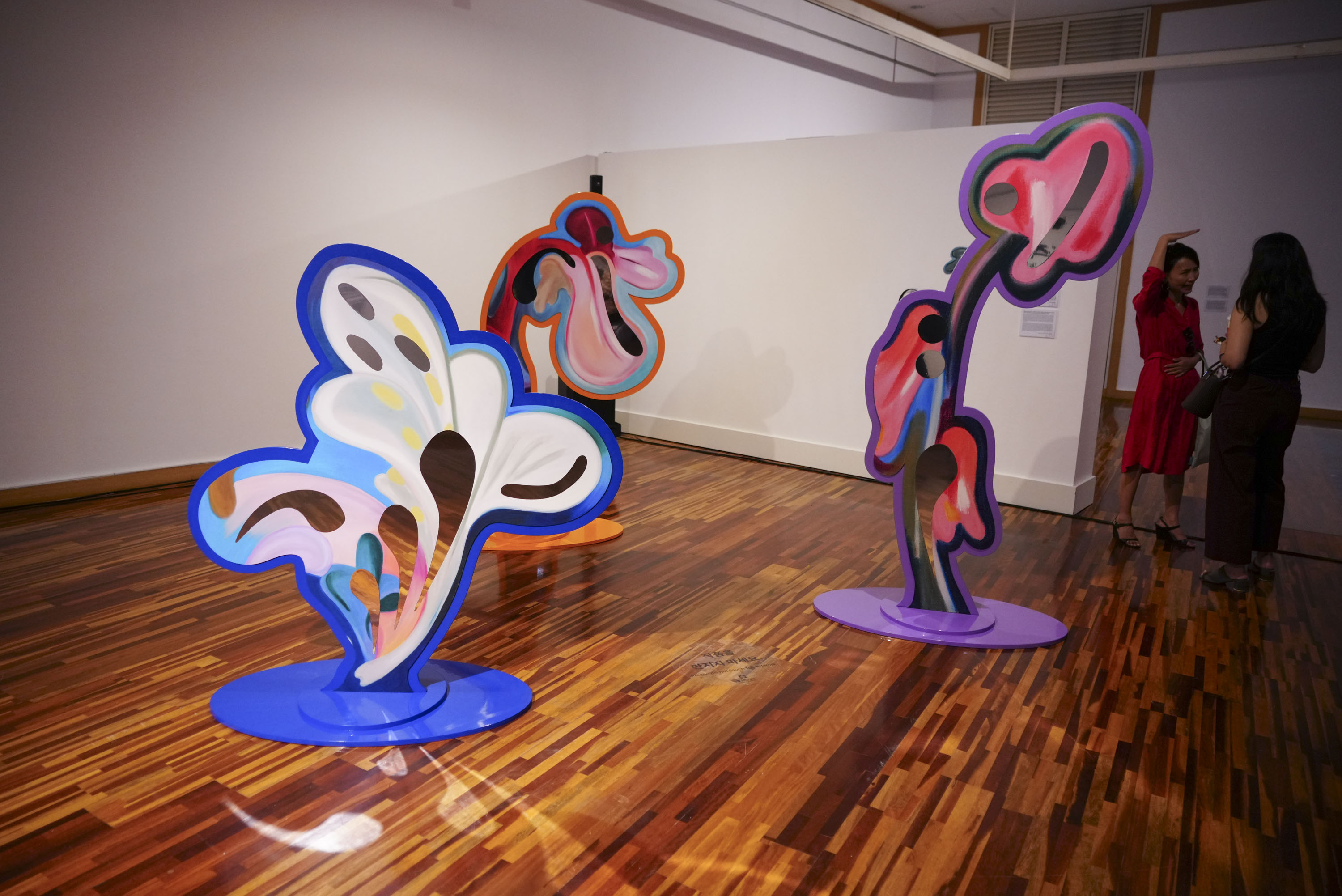
El pabellón de EE.UU en el bienal de Gwangju.(2024)

La bienal de Gwanju se estableció en 1995, con motivo de la celebración del 50.º aniversario de la independencia de Corea del Sur. Con ella se pretendió introducir el arte coreano en el mundo y promover el valor democrático de la cultura. La ciudad de Gwangju fue donde se realizó en 1980 una sublevación contra la dictadura de Chun Doo-hwan denominada como Masacre de Gwangju, lo que la convirtió en un emblema de la lucha contra los regímenes autoritarios y del logro de la democracia en Corea del Sur.
El documento de fundación de la bienal dice que el espíritu civil democrático y la tradición artística del municipio respetan al espíritu del pueblo coreano, jugando el papel de un centro del arte para conectar Corea al mundo. Es la primera bienal que se fundó en Asia.

## Artistas, obras y países
| Título                                                                 | Año  | Fechas de celebración               | Directores / Comisarios                                                                                               | Artistas | Países |
| ---------------------------------------------------------------------- | ---- | ----------------------------------- | --- | -------- | ------ |
| 1.º Bienal (경계를 넘어, Beyond Boundaries)                            | 1995 | 20 de septiembre a 20 de noviembre  | Presidente Lim Yeong-bang(임영방) Director Lee Yong-woo(이용우)                                                       | 87       | 49     |
| 2.º Bienal(지구의 여백, Blank of the Earth)                            | 1997 | 1 de septiembre a 27 de noviembre   | Presidente Yoo Jun-sang(유준상) Director Artístico:Lee Young-chul(이영철)                                             | 78       | 35     |
| 3.º Bienal(Gente+Espacio+Humano+Espacio)                               | 2000 | 29 de marzo a 27 de junio           | Director Artístico: Oh Gwang-su(오광수)                                                                               | 90       | 37     |
| 4.º Bienal(Pausa)                                                      | 2002 | 29 de marzo a 29 de junio           | Director Artístico: Seong Wan-kyung(성완경)                                                                           | 93       | 29     |
| 5.º Bienal(한 톨의 먼지, 물 한 방울, A grain of Dust, A Drop of Water) | 2004 | 10 de septiembre al 13 de noviembre | Director Lee Yong-woo(이용우)                                                                                         | 84       | 39     |
| 6.º Bienal(열, Fiebre)                                                 | 2006 | 1 de octubre al 31 de diciembre     | Director general: Kim Hong-hee                                                                                        | 127      | 31     |
| 7.º Bienal(연례보고서, Informe anual)                                  | 2008 | 5 de septiembre al 7 de noviembre   | Director general: Okwui Enwezor                                                                                       | 374      | 35     |
| 8.º Bienal(만인보, 10.000 vidas)                                       | 2010 | 3 de septiembre al 7 de noviembre   | Director general: Massimiliano Gioni’                                                                                 | 249      | 143    |
| 9.º Bienal(Roundtable)                                                 | 2012 | 7 de septiembre al 11 de noviembre  | Codirector(6): Nancy Adajania, Wassan Al-Khudhairi, Mami Kataoka, Sunjung Kim, Carol Yinghua Lu, and Alia Swastika    | 92       | 40     |
| 10.º Bienal(터전을 불태우라, Burning down the house)                   | 2014 | 5 de septiembre al 9 de noviembre   | | 105      | 39     |
| 11.º Bienal(예술은 무엇을 하는가?)                                     | 2016 | 2 de septiembre al 6 de noviembre   | Director general: Maria Lind Curador: Binna Choi. Curador asistente: Azar Mahmoudian, Margarida Mendes, Michelle Wong | 10       | 10     |
| 12.º Bienal(상상된 경계들, Imagined Borders)                           | 2018 | 7 de septiembre al 11 de noviembre  | 6 curadores comunes                                                                                                   | 165      | 43     |
| 13.º Bienal(떠오르는 마음, 맞이하는 영혼/Minds Rising, Spirits Tuning) | 2021 | 4 de septiembre al 29 de noviembre  | Director general: Defne Ayas, Natasha Ginwala                                                                         | 69       | 43     |
| 14.º Bienal(물처럼 부드럽고 여리게, soft and weak like water)          | 2023 | 7 de abril al 9 de julio            | Director general: Lee Suk-kyung                                                                                       | 79       |        |
| 15.º Bienal(Pansori, a soundscape of the 21st century)                 | 2024 | 7 de septiembre al 1 de diciembre   | Director general: Nicolas_Bourriaud                                                                                   | 72       |        |

## Fundación
La exhibición se abre cada dos años por la fundación y el gobierno municipal en el distrito de Jungwoe. Normalmente, la festividad incorpora congreso internacional sobre el arte moderno y unos programas relacionando al tema durante tres meses. Según el liderazgo del director general, cada exhibición compone en unas secciones, pabellones divididas incluso 80~100 artistas desde 35~40 países. Tiene su visión de ser un medio de la cultura del arte visual e innovación creativa.